# Philip L. Roe

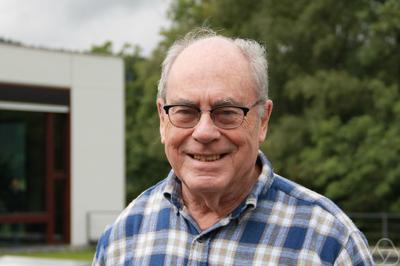
Philip L. Roe

Philip Lawrence Roe (* 4. Mai 1938 in Derby) ist Professor für Luft- und Raumfahrttechnik an der University of Michigan in Ann Arbor.
Roe studierte an der Universität Cambridge mit dem Bachelor-Abschluss 1962. Danach war er bis 1984 Wissenschaftler an der Royal Aircraft Establishment, wo er sich mit Aerodynamik von Raketen und später numerischer Strömungsmechanik (Computational Fluid Dynamics, CFD) befasste. 1984 bis 1990 war er Professor für numerische Strömungsmechanik am Cranfield Institute of Technology. Ab 1990 war er Professor für Luftfahrttechnik an der University of Michigan. Außerdem war er ab 1993 NASA-Berater.
Er befasst sich mit numerischer Strömungsmechanik und Magnetohydrodynamik. Er leistete wichtige Beiträge für hochauflösende numerische Lösungen im Fall hyperbolischer Erhaltungssätze. Nach ihm ist eine Näherungs-Lösung für kompressible Strömungen mit Stosswellen (Riemann-Problem) benannt (Roe solver).
1992 erhielt er den Group Achievement Award der NASA. Er ist Fellow des American Institute of Aeronautics and Astronautics.